# Ernst Friedrich Althans
Ernst Friedrich Althans (* 22. November 1828 in Sayn; † 30. November 1899 in Berlin) war ein preußischer Bergbeamter.

## Leben
Ernst Friedrich Althans wurde 1828 als Sohn von Carl Ludwig Althans, dem Direktor des königlich preußischen Hüttenwerks Sayn, geboren. Er folgte seinem Vater nach und begann nach dem Studium als Bergassessor beim Oberbergamt Bonn, wechselte aber bereits 1861 an das preußische Ministerium für Handel, Gewerbe und öffentliche Arbeiten nach Berlin. Nach einem Jahr beim Oberbergamt Halle wurde Althans 1867 Bergrevierbeamter in Goslar. 1868 erfolgte die Ernennung zum Bergrat und die Versetzung als Direktor der Saline in Schönebeck sowie die Bestellung zum Leiter des dortigen Salzamts. 1872 ging Althans als Oberbergrat an das Oberbergamt Breslau und blieb dort bis zu seiner Pensionierung 1895. 1882 wurde er für seine herausragenden Leistungen zum Geheimen Bergrat ernannt.

## Schriften
- Technologisches Wörterbuch in deutscher, französischer und englischer Sprache. 1868.
- Die Entwicklung der mechanischen Aufbereitung in den letzten 100 Jahren. 1878.
- Physikalische Untersuchungen an einem Gasometer der Städtischen Gasanstalten zu Breslau. 1887.